# Закон за подпомагане на източноевропейските демокрации
Законът за подпомагане на източноевропейските демокрации (на английски: Support for East European Democracy (SEED); Act of 1989) е популярното име на поредица законодателни актове на Конгреса на САЩ в периода 1989 – 1995 г.
Приети са от съставите на 101-ви конгрес на САЩ (3 януари 1989 – 3 януари 1991), 102-ри конгрес на САЩ (3 януари 1991 – 3 януари 1993), 103-ти конгрес на САЩ (3 януари 1993 – 3 януари 1995) и 104-ти конгрес на САЩ (3 януари 1995 – 3 януари 1997).
Законите са приети при непрекъсната доминация и в двете камари на американския конгрес на демократите и при президентстването на 2 президенти – Джордж Х. У. Буш и Бил Клинтън.

## Финансов законодателен акт
Законодателните актове са и финансови, т.е. гласуват се различни суми, като през 1992 г. конгресът на САЩ одобрява общ размер (като бюджетна рамка) на финансирането за бившите страни от т.нар. Източен блок – до 1,2 млрд. долара. 

## Законодателна инициатива
Първата законодателна инициатива е внесена в конгреса на САЩ на 14 ноември 1989 г., 5 дни след падането на Берлинската стена. Приета е на 28 ноември 1989 г. като Закон за насърчаване на политическата демокрация и икономическия плурализъм в Полша и Унгария. Касае създаването на демократични институции в тези две страни посредством помощ за земеделието, развитие на частния сектор, търговията и инвестициите, образователни, културни, и научни дейности, както и на програми с други специални техники в тези две страни. Особен акцент американското законодателство поставя върху премахването на търговските ограничения, либерализация на инвестициите и капитала, включително чрез чужди инвестиции и изнасянето на печалбите от тези две страни от страна на чуждестранните (американски) инвеститори, т.е. последното е задължително условие за американската държавна финансова помощ за Полша и Унгария. Друг акцент е развитието на капиталовите финансови пазари в тези две страни, както приватизацията и концесионирането на публични активи. 

## Последващо развитие и обхват
Посредством многократни допълнения и изменения, американският закон разширява включително екстериториално обхвата си на приложение след Полша и Унгария, и спрямо:
1. Чехословакия през 1991 г.
2. България през 1991 г.
3. Латвия, Естония и Литва през 1994 г.
4. Румъния през 1994 г.
5. бившите 5 централноазиатски съветски съюзни републики (Казахстан, Узбекистан, Туркменистан, Киргизстан, Таджикистан[3]) през 1994 г.
6. Украйна и Молдова през 1994 г.
7. Русия през 1995 г. и последно с
8. Албания през 1995 г.[2]

## Приложение към България
Създадената в изпълнение на законодателния акт през 2008 г. фондация „Америка за България“ е реализирала в България американски инициативи на обща стойност над 400 млн. щатски долара.